# Syneora symphonica
Syneora symphonica là một loài bướm đêm trong họ Geometridae.